# وینگ ریمز
ایروینگ رامسس "وینگ" ریمز (به انگلیسی: Irving Rameses "Ving" Rhames) بازیگر آمریکایی و متولد ۱۲ می ۱۹۵۹ است. وی بیشتر به خاطر حضور در فیلم ماموریت غیرممکن مشهور است.

## فیلم‌شناسی
از فیلم‌های معروف او عبارت‌اند از:
- ماموریت غیرممکن
- مأموریت غیرممکن ۲
- ماموریت غیرممکن ۳
- داستان عامه‌پسند
- بدل‌ها
- روزگارشان را سیاه کن، مالون
- تَلِه گذاری
- طلوع مرگ
- دیو
- مأموریت غیرممکن ۵
- پتی هرست
- جانوران
- آراف‌کی
- رقص برهنه
- روز مردگان
- آدم‌کشی
- گوشت گاو‌
- تورنمنت‌‌
- ایکوالایزر (مجموعه تلویزیونی)
- بوسه مرگ
- احیای مردگان
- ایست! وگرنه مادرم شلیک می‌کند
- شکست‌ناپذیر
- پدران جایگزین
- اجناس
- سربازان ثروت
- هفت زیرین
- آبی تیره
- پسری به نام جیمز
- پسر بومی
- قدیس قلعه واشینگتن
- عملیات
- سرشماری
- قتل‌های رودخانه
- عقب‌نشینی نمی‌کنم